# Zięblice
Zięblice – wieś w Polsce położona w województwie świętokrzyskim, w powiecie kazimierskim, w gminie Kazimierza Wielka.
W latach 1954–1959 wieś należała i była siedzibą władz gromady Ziębice, po jej likwidacji Gabułtów. W latach 1975–1998 miejscowość administracyjnie należała do województwa kieleckiego.
W Zięblicach działa Ochotnicza Straż Pożarna

## Części wsi
| SIMC    | Nazwa           | Rodzaj    |
| ------- | --------------- | --------- |
| 0242499 | Bugaj Zięblicki | część wsi |
| 0242507 | Czworaki        | część wsi |
| 0242513 | Kołchozy        | część wsi |

## Zabytki
Park z XVIII w., wpisany do rejestru zabytków nieruchomych (nr rej.: A.197 z 10.12.1957).